# Гарлем — 148-я улица (линия Ленокс-авеню, Ай-ар-ти)
|  |
|  |
|  |
|  |

|  |
|  |
|  |
|  |

«Гарлем — 148-я улица» (англ. Harlem–148th Street) — станция Нью-Йоркского метрополитена, расположенная на линии Ленокс-авеню, Ай-ар-ти.  На станции останавливается маршрут 3 (круглосуточно). Станция является северной конечной для него. Оба пути заканчиваются тупиками: поезд приходит на любой из путей и отправляется обратно. Станция наземная крытая, представлена одной островной платформой, обслуживающей два пути. Параллельно путям станции проходят пути депо, отгороженные от станции забором.
Станция была открыта 13 мая 1968 года на территории депо «Ленокс», которое с 1904 года обслуживало первую подземную линию. Она была построена как замена для бывшей конечной станции 145-я улица, поскольку в те времена была увеличена длина составов и все станции подвергались продлению платформ, а на станции 145-я улица это было невозможно из-за наличия стрелок с обеих сторон от неё. Когда станцию открыли, станция 145-я улица должна была быть закрыта, однако после протестов местных жителей она была сохранена, и на сегодня расстояние между двумя станциями составляет всего четыре квартала.
С 1995 по 2005 год участок линии от конечной Гарлем — 148-я улица и до 135-й улицы был одним из немногих участков Нью-Йоркского метро, которые не работают по ночам. Между станциями ночью ходил автобус-челнок.

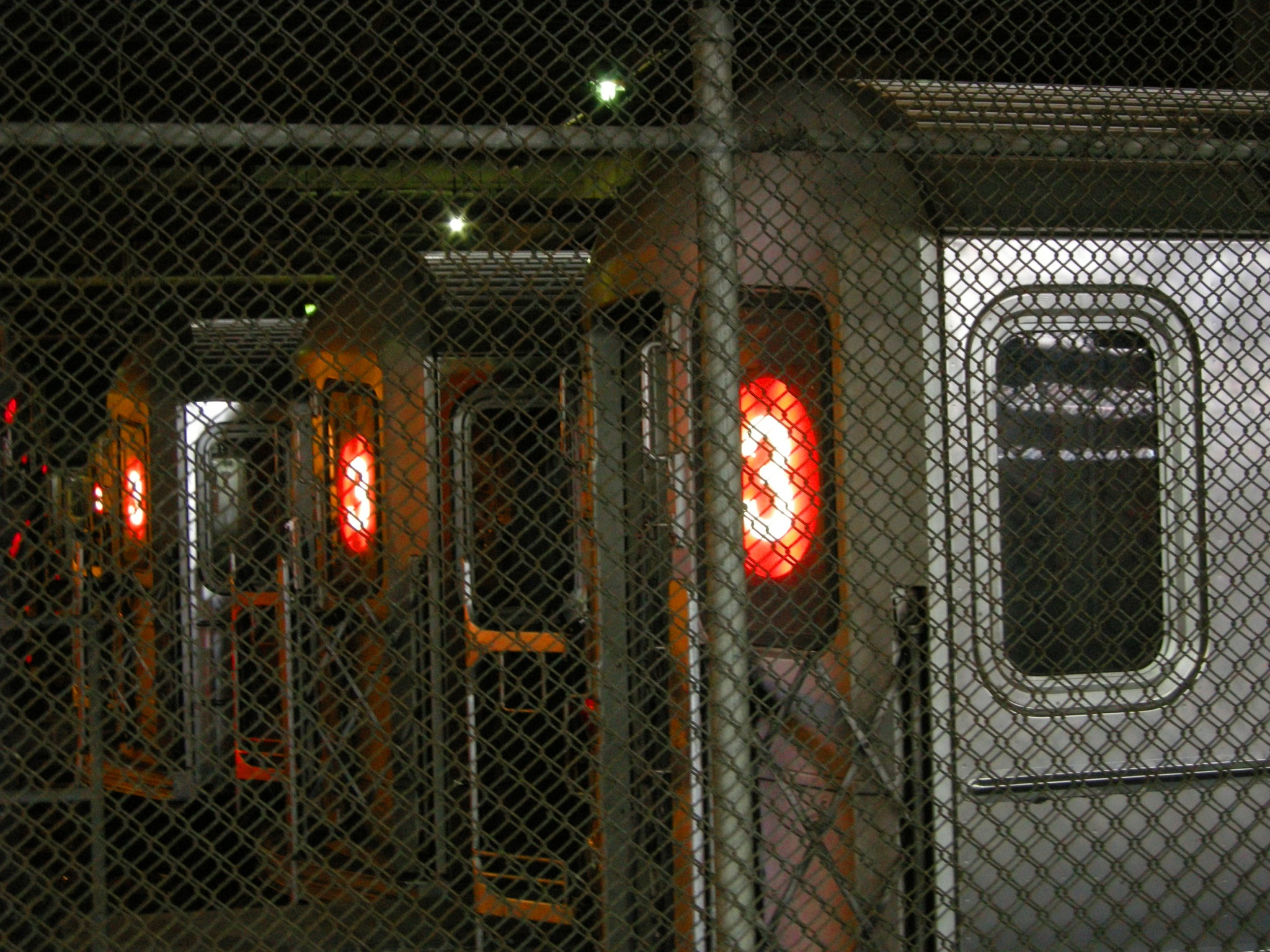
Поезда в депо «Ленокс»